# Archie Gray
Archie Gray, né le 18 avril 1877 à Cambuslang en Écosse, est un footballeur écossais, qui évoluait au poste d'arrière droit à Woolwich Arsenal et en équipe d'Écosse.
Gray n'a marqué aucun but lors de son unique sélection avec l'équipe d'Écosse en 1903.

## Carrière
- 1899-1904 : Hibernian
- 1904-1912 : Woolwich Arsenal
- 1912-1915 : Fulham

## Palmarès

### En équipe nationale
- 1 sélection et 0 but avec l'équipe d'Écosse en 1903.

### Avec Hibernian
- Vainqueur du Championnat d'Écosse de football en 1903.